# Kaoru Ouchi
Kaoru Ouchi (大内　薫, Ouchi Kaoru;  Osaka, 30 januari 1978) is een Japans voormalig professioneel wielrenner. Hij reed in het verleden drie seizoenen voor Skil-Shimano. 

## Belangrijkste overwinningen
2005
2e etappe Ronde van Siam
Wielerploegen van Kaoru Ouchi
Abe ·
Bos ·
ten Dam ·
Doi ·
Hirose ·
Kano ·
van Katwijk ·
Kemna ·
Nodera ·
Ouchi ·
Reinerink ·
Schumacher ·
Shinagawa ·
Smink ·
Tsuji ·
van der Wal ·
Yamamoto
Abe ·
Doi ·
Fang ·
Goesinnen ·
Hirose ·
van Hummel ·
Jin ·
Kano ·
Langeveld ·
Martens ·
Meschenmoser ·
Nodera ·
Ouchi ·
Reinerink ·
Rooijakkers ·
Shinagawa ·
Tjallingii ·
Tsuji ·
Vierhouten · 
Wallaard ·
Weissinger · 
Yamamoto · 

Deroo (stagiair) 
Abe ·
Bacquet ·
den Bakker ·
Deroo ·
Doi ·
Fang ·
Goesinnen ·
Hirose ·
van Hummel ·
Ji · 
Jin ·
Kano ·
Lhotellerie ·
Martens ·
Meschenmoser ·
Müller · 
Nodera ·
Ouchi ·
Rooijakkers ·
Shinagawa ·
Timmer ·
Tjallingii ·
Tsuji ·
Vierhouten · 
Yamamoto · 
Hupond (stagiair) 